# Haïti en action
 (février 2019).
Si vous disposez d'ouvrages ou d'articles de référence ou si vous connaissez des sites web de qualité traitant du thème abordé ici, merci de compléter l'article en donnant les références utiles à sa vérifiabilité et en les liant à la section « Notes et références ».
En pratique : Quelles sources sont attendues ? Comment ajouter mes sources ?
Haïti en action (AAA), en créole haïtien L'Ayiti an Aksyon, est un parti politique d'Haïti créé en 2005 sous le nom de L'Artibonite en Action (en créole haïtien Latibonite An Aksyon).

## Historique
Haïti en action a présenté pour la première fois des candidats aux élections générales de 2006. Les 7 février et 21 avril 2006, il a obtenu 2,7% des voix et deux sénateurs à l'élection sénatoriale, ainsi que cinq députés à l'élection législative.
Le parti Haïti en action a obtenu 8 députés aux élections générales de 2010-2011. Il ne présentait pas de candidat aux élections sénatoriales.
En janvier 2016, un de ses députés élu lors élections générales de 2015, Cholzer Chancy, est élu président de la Chambre des députés.